# 3737 Beckman
3737 Beckman је Марсов тројански астероид чија средња удаљеност од Сунца износи 2,406 астрономских јединица (АЈ).
Апсолутна магнитуда астероида је 13,0.